# ガキにゃん仮面☆
ガキにゃん仮面は、日本の女子プロレスラー。趣味は ダンス、旅行、プロレス観戦。特技はバク転、アクロバット。元プロレスリングサッポロ所属。

## 略歴・人物
大仁田厚 のデスマッチを観てプロレスラーを志す。2007年10月21日、アレナ・ノボリベツにおいて対タニー・マウス戦で 「マウス谷」名義でデビュー。
「新垣ひとみ」名義でキャットファイト、バトル主催の地下女子プロレスに参戦。
2013年2月19日、西口ドア・阿佐ヶ谷大会における対ばってん多摩川戦で西口ドア参戦。
現在は北海道へ戻り、社会人プロレス団体プロレスリングサッポロにてガキにゃん仮面として活動中。

## エピソード
好きな食べ物はナンとポテトとチョコレート。苦手な食べ物は苺。ダンスが得意なため、作品中でのダンスシーンが多く見られる。

## 出演

### オリジナルビデオ
すべて新垣ひとみ名義
- INVADER? Vol.02（2012年11月16日、スーパーソニックサテライツ）
- 新垣ひとみまるごと（2012年11月21日COMET 出版 ）
- ファイティングガールズ3大エースvs男子レスラー チャンネルクリップス ミックスファイト1（2012年12月20日、ファイティングガールズ）
- プロスタイルミックスNEO Vol.5（2013年8月9日、バトル）
- スタープロレス　MIX TAG MATCH（2013年8月16日、エンジェル・ハウス）
- 女子勝利MIXプロレス 1 （2016年7月29日、バトル）
- 新垣ひとみ スペシャルMIXマッチ（2016年9月5日、バトル）
- 2016年4月16日ファイティングガールズ16開催記念スペシャルマッチ 新垣ひとみvs南瀬奈（2016年12月28日、バトル）

## 得意技
- ジャーマンスープレックス